# Ta Veaeng Kraom
Ta Veaeng Kraom es una comuna (khum) del distrito de Ta Veaeng, en la provincia de Ratanak Kirí, Camboya. En marzo de 2008 tenía una población estimada de 2533 habitantes.
Se encuentra ubicada al noreste del país, a escasa distancia de los ríos Srepok y Tonlé San —ambos, afluentes izquierdos del Mekong— y de la frontera con Vietnam y Laos.